# Sonhando
Sonhando é o décimo primeiro álbum de estúdio da dupla sertaneja Bruno & Marrone, lançado em 2010 pela Sony Music.
O disco, com produção de Márcio Kwen, é o primeiro álbum de estúdio a ser lançado pela dupla em cinco anos, precedido por Meu Presente é Você, lançado em 2005. A faixa-título "Sonhando" foi gravada originalmente pela banda Mr. Gyn.
Em 2013, a canção "Sonhando" recebeu o disco de ouro da ABPD pelos 50.000 downloads digitais.

## Lista de faixas
| N.º            | Título                            | Compositor(es)                                 | Duração |  |
| 1.             | "Sonhando"                        | Anderson Richards                              | 3ː43    |  |
| 2.             | "Tentativas em Vão"               | Zé Hilton / Ranieri Mazille / Cabeção do Forró | 2ː58    |  |
| 3.             | "Essa Droga de Carinho"           | Bruno / Euler Coelho                           | 3ː41    |  |
| 4.             | "Para Com Tudo"                   | Bruno / João Victor                            | 3ː13    |  |
| 5.             | "Furacão"                         | Bruno / Euler Coelho                           | 3ː22    |  |
| 6.             | "Nem Na Bebedeira"                | Anne Abreu / Marcelo Melo                      | 3ː07    |  |
| 7.             | "Chora"                           | Vinícius Stival                                | 3ː09    |  |
| 8.             | "Coração Fora de Área"            | Airo                                           | 3ː30    |  |
| 9.             | "Viciado em Seus Beijos"          | Bruno / João Victor                            | 2ː54    |  |
| 10.            | "Cai Fora"                        | Rodrigo Freitas                                | 2ː49    |  |
| 11.            | "Eu Fecho o Bar"                  | Bruno / Sidney do Cerrado                      | 2ː31    |  |
| 12.            | "Seu Polícia"                     | Bruno / Bruno Caliman / Nelson Scaffi Bonnotti | 3ː12    |  |
| 13.            | "Bom Demais"                      | Bruno / João Victor                            | 3ː47    |  |
| 14.            | "Hoje Amor Não Vai Dar"           | Jairo Góes / Everton Matos / Rivanil           | 3ː02    |  |
| 15.            | "Não Posso Evitar (No Los Beses)" | Alejandro Fernández                            | 3ː17    |  |
| 16.            | "Ta na Cara"                      | Bruno / Márcio Kwen                            |         |  |
| Duração total: | Duração total:                    | Duração total:                                 | 51:00   |  |

Edição digital
| N.º | Título                     | Duração |  |
| 16. | "Amante, Amiga e Namorada" |         |  |